# HWiNFO
HWiNFO, HWiNFO32 en HWiNFO64 zijn systeeminformatieprogramma's voor Windows. Ze verzamelen informatie over de hardware in een computer.

## Functies
HWiNFO32 en HWiNFO64 hebben de volgende functies:
- Hardware-informatie weergeven over het moederbord, processor, GPU en de harde schijven.
- De temperatuur en de spanning uitlezen van rekenkernen.
- Exporteren naar platte tekst, CSV, XML, HyperText Markup Language en MHTML.

Verder is het mogelijk om prestatietests uit te voeren in HWiNFO32.